# Токарев, Александр Максимович
Алекса́ндр Макси́мович То́карев (27 ноября 1921, Омск — 31 июля 2004, Москва) — советский государственный и партийный деятель, председатель Куйбышевского облисполкома (1959—1963), первый секретарь Куйбышевского обкома КПСС (1963—1967), депутат Верховного Совета СССР 6—9-го созывов, Министр промышленного строительства СССР (1967—1984).

## Биография
Отец Александра был служащим, мать — домохозяйкой. После окончания школы в 1939 году Токарев поступил в Куйбышевский инженерно-строительный институт, на факультет промышленного и гражданского строительства. В октябре 1940 года был призван в армию. В годы Великой Отечественной войны воевал на Северо-Западном и Первом Белорусском фронтах, участвовал в боях за города Старая Русса, Брянск, Гомель, Варшава и Берлин.
В 1942 году вступил в ряды ВКП(б).
После окончания войны в октябре 1945 года Токарев вернулся в Куйбышев, где в 1949 году успешно окончил институт.
С 1949 года — работал на строительстве Новокуйбышевского нефтеперерабатывающего завода. Был мастером, прорабом, начальником участка.
1951—1952 — секретарь Ставропольского горкома Куйбышевской области.
1952—1955 — первый секретарь Новокуйбышевского горкома КПСС Куйбышевской области.
1956—1958 — заведующий отделом в Куйбышевском обкоме КПСС.
1958—1959 — секретарь Куйбышевского обкома КПСС.
1959—1963 — председатель Куйбышевского облисполкома.
1963—1967 — первый секретарь Куйбышевского обкома КПСС.
С февраля 1967 года по февраль 1984 года — Министр промышленного строительства СССР.
Член ЦК КПСС в 1966—1986 год
Депутат Верховного Совета СССР 6—9-го созывов.
С 1984 года — персональный пенсионер союзного значения.
Скончался 31 июля 2004 года, похоронен на Троекуровском кладбище в Москве.

### Награды и звания
За участие в военных действиях был награждён медалями «За боевые заслуги», «За освобождение Варшавы», «За взятие Берлина», «За победу над Германией в Великой Отечественной войне».
Награждён четырьмя орденами Ленина, орденом Трудового Красного Знамени.